# STS-73
STS-73 byla osmnáctá mise raketoplánu Columbia. Celkem se jednalo o 71. misi raketoplánu do vesmíru. Cílem letu byl let laboratoře Spacelab USML-2.

## Posádka
- Kenneth D. Bowersox (3) velitel
- Kent V. Rominger (1) pilot
- Catherine G. Colemanová (1) letový specialista 1
- Michael E. López-Alegría (1) letový specialista 2
- Kathryn C. Thorntonová (4) velitel užitečného zatížení a letový specialista 3
- Fred W. Leslie (1) specialista pro užitečné zatížení 1
- Albert Sacco Jr. (1) specialista pro užitečné zatížení 2

V závorkách je uvedený dosavadní počet letů do vesmíru včetně této mise.